# Teeth Dreams
| Оценки критиков           | Оценки критиков |
| Источник                  | Оценка          |
| ------------------------- | --------------- |
| AllMusic                  | [ 1 ]           |
| Alternative Press         | [ 2 ]           |
| Consequence of Sound      | D               |
| Cuepoint (Expert Witness) | [ 4 ]           |
| The Observer              | [ 5 ]           |
| Pitchfork                 | 6.4/10          |
| Rolling Stone             | [ 7 ]           |
| USA Today                 | [ 8 ]           |

Teeth Dreams — шестой студийный альбом американской рок-группы The Hold Steady, изданный 25 марта 2014 года на лейбле Washington Square/Razor & Tie. Альбом продюсировал Ник Раскулинец, известный по работе с Foo Fighters.

## Отзывы
Альбом получил положительные отзывы музыкальной критики и интернет-изданий. 
Джон Долан из Rolling Stone отметил, что «фронтмен Крейг Финн всё ещё находит новые способы вести хронику изнанки тупиковой тусовки. Панк-рок бруклинской команды в стиле бар-бэнда теперь более упорядочен. Но добавление второго гитариста даёт большой звук, который даёт Финну больше пространства для деталей и нюансов». Китти Эмпайр из The Observer отметила: «Teeth Dreams — это, во многих отношениях, большая пластинка, которую они уже давно грозились сделать… На этот раз группа также получила больше огневой мощи в струнных, в виде третьего гитариста Стива Селвиджа, который заполнил пробел, оставшийся после ухода клавишника Франца Николая в 2010 году; продюсеру Нику Раскулинецу, ветерану Foo Fighters, поручено переквалифицировать Hold Steady из инди-рока в нечто более притягательное. Помимо привычного риффинга и звона, у Кублера и Селвиджа теперь есть все возможности для дуэли… Тема этого альбома — тревога, но он звучит значительно менее невротично, чем их предыдущие пластинки, как в хорошем, так и в плохом смысле». Джерри Шрайвер из USA Today оценил альбом в три с половиной звезды из четырёх, написав: «Мощный шестой альбом бруклинской группы наполнен роком „синих воротничков“ и песнями об отчаянии и сомнительных связях. Свирепые, звонкие гитары обрамляют полусказанные повествования Крейга Финна о жизни на грани».

## Список композиций
Все песни написаны Крейгом Финном, Тадом Кублером и Стивом Селвиджем, кроме тех, что указаны.
1. «I Hope This Whole Thing Didn’t Frighten You» (Finn, Kubler) — 4:01
2. «Spinners» (Finn, Kubler) — 5:24
3. «The Only Thing» — 4:33
4. «The Ambassador» — 5:12
5. «On with the Business» — 4:04
6. «Big Cig» — 4:17
7. «Wait a While» — 3:37
8. «Runner’s High» (Finn, Selvidge) — 4:12
9. «Almost Everything» (Finn, Kubler) — 4:17
10. «Oaks» (Finn, Kubler) — 9:01

### UK iTunes, бонусные треки
1. «Records & Tapes» — 4:12
2. «Saddle Shoes» — 4:12
3. «Look Alive» — 3:44

### 2-LP, винил, список треков
Side one
1. «I Hope This Whole Thing Didn’t Frighten You» — 4:01
2. «Spinners» — 5:24
3. «The Only Thing» — 4:33

Side two
1. «The Ambassador» — 5:12
2. «On with the Business» — 4:04
3. «Saddle Shoes» — 4:12

Side three
1. «Big Cig» — 4:17
2. «Wait a While» — 3:37
3. «Runner’s High» — 4:12

Side four
1. «Almost Everything» — 4:17
2. «Oaks» — 9:01

## Чарты
| Чарт (2014)                            | Высшая позиция |
| -------------------------------------- | -------------- |
| Великобритания (UK Albums Chart)       | 50             |
| США (Billboard 200)                    | 28             |
| США (Billboard Top Alternative Albums) | 4              |
| США (Billboard Top Rock Albums)        | 5              |